# Abel Ares Pérez
Abel Ares Pérez (Toral de los Vados, 29 de marzo de 1909 - 12 de septiembre de 1998) fue un guerrillero antifranquista berciano.

## Trayectoria
Militante socialista, participó en la huelga general revolucionaria de 1934 y pasó un tiempo en prisión. Con el golpe de Estado del 18 de julio de 1936 participó en la defensa de Fabero y luchó con el ejército republicano en el frente de Asturias, alcanzando el grado de teniente. Tras la caída de Asturias volvió a su tierra natal, pasó varios meses escondido en un agujero a las afueras de Toral de los Vados, y más tarde organizó una guerrilla que actuó en El Bierzo occidental. En 1942 fue uno de los jefes guerrilleros que constituyeron la Federación de Guerrillas de León-Galicia, Abel quedó como ayudante de César Ríos Rodríguez que estaba al mando del I Grupo. En diciembre de 1948 decidió ir a Francia considerando que no había opción para la victoria de la guerrilla. En Francia trabajó como albañil y en 1992 volvió a El Bierzo.